# パズドラクロス
『パズドラクロス 神の章 / 龍の章』（パズドラクロス かみのしょう / りゅうのしょう、PUZZLE & DRAGONS X）は、ガンホー・オンライン・エンターテイメントより2016年7月28日に2本同時発売されたニンテンドー3DS用ゲームソフト。

## 概要
キャッチコピーは、『物語とパズルがクロスする冒険パズルRPG』。
ガンホー・オンライン・エンターテイメントのスマートフォン用ゲーム『パズル&ドラゴンズ』のコンシューマ向けタイトル第2弾。
2013年に発売された『パズドラZ』の後継作品であるが、世界観・キャラクターは本作オリジナルのものに一新されている。『Z』と同様に課金システムは非実装。後述のアニメ放送に伴い商品化された関連玩具との連動機能を実装している。
ゲームの他にアニメ・漫画・玩具等にてクロスメディア展開が行われた。

## ストーリー
ドロップエネルギーに溢れた自然豊かな島「ドラゴーザ島」。
ここではドロップの力で絆を結んだモンスターの力を行使する「龍喚士」が自然を守るため、日夜活動を繰り広げていた。
ドロップを見る力に目覚めた主人公は、ひょんなことから龍喚士への道を目指すことになる。それが長きに渡る戦いの始まりであった。

## ゲームシステム
ルール
基本的なルールは、オリジナルの『パズル&ドラゴンズ』に準拠するが、3DS版第1作目『パズドラZ』のZドロップと同じく7コンボ以上成功すると光るドロップ【Xドロップ】（クロスドロップ）が発生し、これを消すとゲーム序盤は1コンボ、ゲーム終盤では2コンボ追加される。Xドロップの効果でコンボが追加された場合は、7コンボ以上であっても、Xドロップは発生しない。
ソウルアーマー
本作のオリジナル要素。一部のモンスターをキャプチャー攻撃することでアーマードロップが入手できる（下記の玩具連動でも入手可能）。それを素材にソウルアーマーを作成することができる。ソウルアーマーは、プレイヤーのパーティーを強化させるほか、素材になったモンスターのスキルを扱うことができる。また、強化・進化することも可能。
玩具連動
ゲームソフトと同時発売された、タカラトミーの玩具『アーマードロップ』の裏側にあるQRコードを読み取ることで、アイテムを入手できる。また、『DX D-ギア』と『アーマードロップ』のQRコードを読み取って、『アーマードロップ』のモンスターと対戦することができる。
モンスター
本作に登場するモンスターは500種類以上で、第1作目『パズドラZ』のモンスターも引き続き登場している。一部のモンスターは、神の章と龍の章別々になっている。また、ダウンロードで定期配信している降臨モンスターも神の章と龍の章別々に配信している。
本作のモンスターのタイプは基本的にアプリ版に準拠しており、究極進化も実装されている。またアプリ版で登場している女性モンスターのビジュアルも一部修正され、肌の露出は控えめになっている。

## 登場キャラクター
声はテレビアニメ版でのキャスト。

### メインキャラクター

#### 主人公と仲間たち
主人公
デフォルトネームはエース（男）/アナ（女）。常人には見ることができないドロップを見る力を持つ。伝説の龍喚士であるキングの子供。
夏休みに祖母であるアンジーヌに会うためドラゴーザ島へとやって来た。そこでアンジーヌからD-ギアを託され、島への道中で嵐海龍・レヴィアを撃退したことからヴァハトンに目を掛けられていたこともあり、龍喚士としての道を歩むことになる。
水の街のギルド試験に合格し、以降はバトルカップの優勝や原始化した古老達と戦い水、火、木の古老の証を入手するなど龍喚士として驚異の成長を見せている。
初期のパートナーはオウカ/ミズハ/エンジュのうち1体。
アニメ版（エース）
声 - 吉永拓斗、田中誠人（幼少期）
ビエナシティ出身で、龍喚士となるためにドラゴーザ島へやって来た。
ギルド龍喚士の最終試練で不合格となってしまい、ギルドの龍喚士にならぬままドラゴーザ島の各地を旅することになったが、タイガーと出会った事により、リブリアのギルド試験でランスと戦い、チャロ、タイガーと共に試験に合格し、晴れてギルド龍喚士になった。
しかし、スタージョンJr.とのバトルに敗北したことを期に、力が足りないことを悟り、闇の古老・ダフネスの言葉に導かれて竜神の岩屋へ向かい、ホルスとの戦闘でクロスドロップを会得すると同時にホルスのソウルアーマーを手に入れている。
バトルカップでは、幾多の戦いに勝利し、決勝戦ではランスとの戦いの末に竜人としての力が覚醒。お互いに全力を出し切ったためにコロシアムが半壊。試合は無効試合になる。
バトルカップ終了後は、ギルド龍喚士として闇の組織・ドミニオンから竜人の里ステラを守るため、ガーネット、ソニアと共に行動する。ステラにおいて導かれるように記憶の道標でキング（の幻影）と再会し、パートナーであるブレイブXドラゴンを託された。
グランドバトルカップは、モルガン、クラインなどドミニオンの刺客相手に戦い優勝するが、ジェストの謀略で原始化されたランスに敗北。ソニアに助けられステラへ戻ったあとは龍喚士の力を失ってしまう。それでも「ドロップが命をつなぐ」という信念のもと、ソル山頂で極光太陽神・ラー（声 - 鈴木千尋）とたまドラの試練をクリアし、極光太陽神・ラーのソウルアーマーを手に入れている。
所有モンスターはオウカ、闇の魔剣士→ダークドラゴンナイト、フェアリオン、ブルートロール、ホワイトドラゴン、リヴァイアサン、命古龍・ブレイブXドラゴン。所持ソウルアーマーはエンシェントドラゴンナイト、ホルス→炎隼神・ホルス、極光太陽神・ラー。
アニメ版（アナ）
声 - 安済知佳
竜人の里ステラの住人で、バトナの娘。エースとは親族にあたる。
タマゾー
声 - 金田朋子
アンジーヌの家に置かれたタマゴから生まれた不思議なモンスター。「クロス」の世界では希少な存在であるたまドラの1体。
タマゾーアーマーを纏うことにより、様々なモンスターの力を扱うことができる。当初は喋ることができなかったが次第に会話できるようになる。
アニメ版
エースが故郷で偶然見つけたタマゴから孵ることによって生まれた。ゲーム版とは違い生まれる前からテレパシーのようなものを発することができ、生まれた直後から普通に会話している。非常にマイペースで歯に衣を着せぬ言動が特徴。おまけに寝言にまで反映されるほどの大食い。
鍋と合体することによって「タマゾーX覚醒オーディン」へと姿を変える。また、竜神の岩屋でホルスと戦った後は「タマゾーXヒノカグツチ」に変身可能になった。変身後は口調も大幅に変化する。
ランス
声 - 柿原徹也、矢島晶子（幼少期）
主人公のライバル。他人を頼らず、自分自身の力で龍喚士としての力を伸ばすことに勤しんでいる。プライドが高く弱い龍喚士を特に嫌う。
デビルに苦戦する主人公を成りゆきながら救い、当初は龍喚士としての道を諦めるよう言っていたのだが、次第に力を伸ばす主人公を警戒するようになる。
パートナーはミズハの最終形態である剣氷山・シラハ。
アニメ版
たまドラ（タマゾー）回収のためにエースの故郷を訪れており、カオスデビルドラゴンとの激闘の中でエースと邂逅することになる。
パートナーは水刀・アオヤイバに変更されている。他のモンスターはプレシオス、クリスタルオーロラドラゴン、ピエドラウン。
所持ソウルアーマーは龍王・ゼローグ。
デビ
声 - 坂本千夏
ランスのパートナー。黒いたまドラであり、ランスが唯一心を許せる相手でもある。

#### 龍喚士
ソニア
声 - 雨宮天
龍喚士ギルドに属する龍喚士である竜人の少女。寡黙だが心優しい性格で、ドラゴーザ島の自然とドロップのバランスを守るため日夜活動している。
チャロ
声 - 寺崎裕香
木の街・リブリア出身の新米龍喚士。龍喚士となるためにドラゴーザ島へ渡る船に乗っていたところ主人公と出会う。
中性的な見た目だが男である。喜怒哀楽がすぐ顔に出る素直な性格の持ち主。
パートナーはトイケラトプス。
アニメ版
初登場がエースが旅立つ前に変更されている。また、エースと共にアンジーヌの家に居候している。
初期の頃は龍喚士として行動している様子はなく、常にエースと行動して彼のサポートを行っていた。なお、エースは第4話まで女の子だと思っていた。
リブリアでの一件の後、トーリエの手で持っていた笛をD-ギアに改修される形で龍喚士となった。
所有モンスターはエンジュ、ドリヤード、トイケラトプス、モリりん、岩の魔剣士。所持ソウルアーマーはフォートトイトプス、バステト。
タイガー
声 - 勝杏里
火の街・ガイザー出身の龍喚士。熱い性格だが一方で向上心も高い。
ガイザーを訪れた主人公をランスと勘違いし勝負を挑んでくるが、火の大陸での問題を解決する中で主人公と友情を結ぶことになる。
パートナーはフレアドラール。
アニメ版
ムードメーカー。エースたちと共に行動する前は、ギルド龍喚士の試験に何度も失敗しており、ソウルアーマーもダンボールによる手作りだった。
エースたちと行動するようになってからは、ギルド龍喚士の試験に合格しており、砂の街「ベガース」の地下闘技場にてアゲットとの対戦で、エンテツのソウルアーマーを手に入れている。
しかし、旧友のローズと出会い、彼女とのバトルに敗北して「楽しいだけでは強くなれない」と諭され、真の天頂をとるためエースたちと別れた。
バトルカップ初戦でエースと対戦。手持ちのモンスターを育成したことでエースを圧倒するが、エースのソウルブレイブを受けて敗北する。
その後は、エルドラとの厳しい修行（殆ど雑用）の末に、ベテルギウスのソウルアーマーを手に入れている。
世界崩壊後は、ローズを守るためにアゲットのヒーローショーのエキストラをやらされてしまうが、ショー上演中に金色の翼の龍喚士（エース）とガーネットが乱入したことで戦線復帰する。
所有モンスターはアグドラール→フレアドラール、レッドクルル→レッドカーバンクル、メガ・ホノりん、炎の魔剣士→フェニックスナイト、マシンブレイズ→メカ・マルス、イフリート、炎神の芯鉄・ソウカク。所有ソウルアーマーは烈火のエンテツ、砲炎機龍・ベテルギウス。
ガーネット
声 - 山下七海
光の街・エクシオン出身の女性龍喚士。勝ち気で若干わがままだがバトルカップに呼ばれるほどの実力を持つ。
パートナーはフェアリオン。
アニメ版
大幅に出番が前倒しされ、初登場がエースの故郷に変更されている。アイドルとしても活動しているが、現在不振の様子。
龍喚士アカデミーにいた頃は、学園を抜け出そうと、いつもヴァルキリーにぶっ飛ばされる。それでも何度でも立ち上がる執念深さに先輩のダイアナにかっこいいと言わしめている。ソウルアーマーのヴァルキリーは、アカデミーの守護者で、最後の勝負でガーネットが勝利し、彼女を龍喚士として認めたため手に入れたもの。世界崩壊後、ドミニオンに支配されたアカデミーを奪還するためソウルアーマーも戦乙女・プリンセスヴァルキリーに進化した。
所有モンスターはフェアリオン、エンジェリオン、光の魔剣士、ワルキューレ、ナーガ、マーメイド、キューピッド。所有ソウルアーマーはヴァルキリー→戦乙女・プリンセスヴァルキリー。
ヘリオット
声 - 渡辺明乃
光の街・エクシオン出身の女性龍喚士。ガーネットの師匠であり、モルガンの双子の姉でもある。
体育系気質でガーネットを遥かに上回る勝ち気な性格をしている。その一方で可愛い物に目が無く、タマゾーを気に入って、いきなり勝負を仕掛けてくるほどである。
アニメ版
本人の戦闘能力が跳ね上がっており、鉄拳一発でイエローイビルを撃破してしまうほど。可愛い物に目が無い点は変わっていない。
バトルカップでは、妹のモルガンに勝つも、決勝戦でランスとの対戦で敗北した。
所有モンスターは光のアルマジン、蒼大剣の鎧騎士・アークライン、戦乙女・プリンセスヴァルキリー、皇爪機龍・レグルス。所有ソウルアーマーは神書の管理者・メタトロン。

### サブキャラクター

#### 古老
ヴァハトン
声 - 稲葉実
水の古老。ドラゴーザ島への道中で主人公と出会い、ドロップ・インパクトの影響で凶暴化した嵐海龍・レヴィアと相対するが、持病の腰痛で動けなくなってしまい主人公に託すことになる。
このことが縁となり主人公は龍喚士としての一歩を踏み出すことになった。
太古の力を解き放つことによって原始の龍・水古龍へと姿を変えることができる。
アニメ版
初登場はエースがドラゴーザ島に着いた後になっている。
エルドラ
声 - 山崎和佳奈
火の古老であり、現在確認できる中では唯一の女性。物静かで冷静な性格。
太古の力を解き放つことによって原始の龍・火古龍へと姿を変えることができる。
ティンベル
声 - 西川幾雄
木の古老。現在存在する古老の中では最年長であり、その寿命は既に尽き始めている。
太古の力を解き放つことによって原始の龍・木古龍へと姿を変えることができる。
トーリエ
声 - 水島大宙
森の街・リブリア出身の青年。
大きな図書館を備えるリブリアで育ったためその知識は筆舌に値する物であり、人間でありながらティンベルから次代の古老として期待されている。
古老を決めるバトルの際に暴走したファフニールの襲撃を防いだことで、ティンベルの跡を継ぐ次期古老に任命される。
ジェスト
声 - 遊佐浩二
光の古老であり、同時に闇の古老を兼任している。物腰柔らかな性格。
その正体はドミニオンのリーダー。バトルカップにてその正体を見せた。
アニメ版
ダフネスが健在であるため、キングの頼みを受けて光の古老の座のみに就いている。
ドミニオンのリーダーである事が判明するのはグランドバトルカップ終了時に先延ばしされている。
ダフネス
声 - 皆川純子
ジェストの前の闇の古老。現在は故人であり、闇の古老の座は前述の通りジェストが兼任している。
アニメ版
ゲーム版とは違い健在であり、これにより初めてその姿が判明することになった。エルドラ同様女性の古老である。
ドミニオン暗躍後は事態の収拾に向かうも、ジェストの罠によって吸収される。

#### 悪の龍喚士「ドミニオン」
アゲット
声 - 大友龍三郎
ドミニオンの幹部。
赤い竜のようなヒーロースーツを身に纏っており、本人も正義のヒーローと自覚しているが性格は姑息でとてもヒーローらしくない。
あからさまに年季の入った顔が特徴だが、本人はおっさん呼ばわりされるのを極端に嫌っている。
アニメ版
最初は砂の街「ベガース」の地下闘技場で活躍する龍喚士として登場。
タイガーと八百長試合をするも、エンテツのソウルアーマーを手に入れたタイガーに返り討ちにあった。
バトルカップにも参加しており、2回戦でチャロと対戦するも、チャロの岩の魔剣士に背後から斬られて呆気なく敗北した。
バトルカップ終了後は、闇の組織ドミニオンのメンバーとしてエースたちを妨害する。
グランドバトルカップでは覆面龍喚士ズートとして参加し、第1戦でローズのD-ギアを盗んで不戦勝するも、第2戦ではベテルギウスのソウルアーマーを装着したタイガーのソウルブレイブを受け敗北した。
世界崩壊後は、ガイザーの街を占拠しており、「金色の翼」というヒーローショーの主役を演じていた。が、本物の金色の翼の龍喚士（エース）が乱入し、エキストラをやらされたタイガーがエース側に付いたことで敗走する。その後は、アゲットに散々騙されたエースたちに疑われながらもドミニオンを抜け改心するが、日頃の行いが悪いため、エルドラに更生させられる。
所有モンスターはタイタン、ギガンテス。
モルガン
声 - 沢城みゆき
ドミニオンの幹部。
魔女のような服装が特徴的な、妖艶な雰囲気を匂わせる女性龍喚士。ヘリオットの双子の妹。使用するD-ギアは拳銃型である。
アニメ版
物語冒頭ではギルド龍喚士のメンバーで、ヘリオットと共に双子龍喚士として活躍していた。バトルカップでは、姉であるヘリオットに負けてしまうが、準決勝のランスとヘリオットの対戦で姉を応援していた。
しかしランスが勝ったことで、ショックを受けてしまいクラインと共に失踪。その後は、闇の組織ドミニオンのメンバーとして暗躍。闇の古老ダフネスを殺め（実際はジェストがダフネスを吸収した所を目撃していたモルガンは、ジェストにそそのかされる）、姉と袂を分かつことになる。
太古の戦いで封印されていた紫光の深淵龍・アポカリプスXを復活させ竜人の里ステラを襲撃するが、ブレイブXドラゴンとエースのソウルブレイブで阻止され、モルガン自身もヘリオットとの激突の末、暴走崩壊するアポカリプスに喰われ消息不明となった。いまわの際に発動させた「ラストジャッジメント」は大地に光と回復のドロップを生み出している。
グランドバトルカップでは、覆面龍喚士オストとして参加。スタージョンJr.、ガーネットとの試合では無慈悲な戦い方を見せていた。決勝戦ではエースと対戦。エースの攻撃で正体を現す。上記の戦いの後、アポカリプスに取り込まれていたが、オウカの攻撃でアポカリプスの結晶を外れたことで力を失い最後はエースのゴッドバーニングアタックを受けて敗北する。
世界崩壊後は、姉のヘリオットと共に隠れ家に暮らしている。明るいそぶりを見せているが、グランドバトルカップの後遺症で龍喚士としての力は失っていた。その後は、「闇の古老ダフネスを手にかけた者」としてクロエルに捕らえられ処刑されそうになるが、エースたちの説得とモルガンを心配する姉ヘリオットに救われ、再びエースたちと共に戦うことになった。
所有モンスターはヴァンパイアロード、紫光の深淵龍・アポカリプス。所有ソウルアーマーは神魔の執行者・メタトロン。

### その他のキャラクター
レナ
声 - 久川綾
主人公の母親。
キング
声 - 中村悠一、吉永拓斗（幼少）
主人公の父親。伝説の龍喚士と呼ばれている。現在は行方不明になっている。
実はテラドラゴンの覚醒を防ぐ為、独り異世界・ユミルで活動していた。
所有モンスターは命古神・ブレイブXゴッド、命古龍・ブレイブXドラゴン。アニメ版ではブレイブXドラゴンはエースに託され、ブレイブXゴッドのみ所持していた。
アンジーヌ
声 - 折笠愛
主人公の祖母。ドロップを視認できるようになった主人公にキングの面影を見て、D-ギアを託し龍喚士への道に誘った。
メタル
声 - 私市淳
テラドラゴン
声 - 飯塚昭三
本作のラスボス。異世界・ユミルに存在する神龍。本来は星の意思そのものであり、目覚めさせる事が許されない存在。
ジェストの暴走によりドロップの枯渇が早まったせいで目覚めてしまい、世界を作り変える為に動き出す事になる。
意思そのものである為か倒す事は不可能だが、星にふさわしい存在である事を認めさせることができればその行動を制止させることが可能。

### アニメオリジナルキャラクター
ヴァイグ
声　- 中村悠一
主人公の祖父で、キングの父。
先代タマゾー
声 - 金田朋子
幼少時代にキングがパートナーにしていたたまドラ。
サリー
声 - 伊藤美紀
ハル
声 - 井上麻里奈
エースの幼馴染み。
ドニー
声 - 阪口大助
釣竿型のD-ギアを使う見習い龍喚士。エースたちによく名前を間違えられてしまう。バトルカップではチャロと対戦するもあっさりと敗北した。
グランドバトルカップではタイガーと対戦するが、やはり負けている。
世界崩壊後はクロッカスで水まんじゅうの職人になり、タマゾーの知恵でカラフル水まんじゅうを完成させ、水まんじゅうコンテストで優勝した。のち、アトミスの弟子になる。
所有モンスターはアクアファイター、メガ・アワりん×5→ギガ・アワりん×5。所持ソウルアーマーはアワりん。
ニュード
声 - 杉田智和
ビエナシティを警護するSDF（特殊ドロップ防衛隊）の副官。エースたち龍喚士を人類を脅かす存在とみなし敵視していた。実は竜人で、太古の昔に魔神王サタンを封印した龍喚士の末裔である。
物語終盤にて、SDF研究施設のある孤島でジェストによって復活した魔神王サタンを再び倒すため、SDFの防衛兵器アストロパーティクル砲で応戦するも太刀打ちできず、ドラゴーザの未来をエースに託す。
スタージョンJr.
声 - 横山智佐
ヨーヨー型のD-ギアを使う光の龍喚士で、竜人の里ステラを守ることを使命としてきた一族の生き残り。
その名の通り、光の古老候補でもあったスタージョン（声 - 高田祐司）の息子であり、母親はモンスター（ヴィーナス系統と思われる）のハーフ。
好戦的な性格で、自分よりも弱い龍喚士を見下している。その分圧倒的な戦闘能力を持ち合わせた覚醒ゼウス（声 - 廣田行生）に頼りきりになるきらいがある。
バトルカップにおけるエースとの再戦においてもゼウスの戦闘能力で圧倒するものの、ソウルブレイブで押し切られた結果ゼウスが負けを認めた事で敗北した。
バトルカップ終了後はスタージョン一族の古城に籠り、竜人の里ステラへ向かうエース一行と共に、ドミニオンのアゲットとクロエル相手に戦った。
所有モンスターは光猫・ネフェル、ヴァーチェ、覚醒ゼウス。
クライン
声 - 近藤孝行
トーリエ同様、次の木の古老の候補者だった青年。竜人であり、竜人こそが古老の座に就くものと考えている。
次の古老を決める為にトーリエとバトルするものの、ファフニールの襲撃から逃走した事もあり古老の座を逃してしまう。
バトルカップ第2戦でガーネットと対戦するが、ヴァルキリーのソウルブレイブを発動したガーネットに敗北しし、モルガンと共に姿を消した。
バトルカップ終了後は闇の組織・ドミニオンのメンバーとして、ドロップインパクトを発生させる為リブリアの風車小屋を破壊しようとしエース達に阻止されるが、トーリエが持っていたティンベルのエッグドロップを奪ってしまった。その後砂塵の塔でクロエルと共にランスを倒そうとするが、エースの加勢もあって敗北、ティンベルのエッグドロップは奪還された。
グランドバトルカップでは覆面龍喚士・ベフトとしてエースと対戦し、霧による攪乱でエースを苦しめるが、心の目を開いたエースのソウルブレイブで返り討ちに遭い敗退した。
世界崩壊後は、リブリアを占拠してティンベルのエッグドロップを見つけ出そうと命の樹を焼き払おうとするが、リブリア周辺のモンスターの暴走とエースの妨害にあい撤退。その途中でリブリアの住人に囲まれ袋叩きにされそうなところをチャロに助けられ、「リブリアを愛する気持ちに変わりない」という理由で諭される。その後は、監禁中のトーリエを警護する役職に格下げになるが、トーリエ救出に来たチャロによって改心。ドミニオンから去った。
所有モンスターはアースナイト、碧槍の英雄・クーフーリン、樹槌・グリーントロール、森羅の諸刃・森鉄両角、マシンストーム。
クロエル
声 - 鈴木達央
鞭型のD-ギアを使う闇の龍喚士。恐怖でモンスターを支配する戦い方をする為、多くの龍喚士から恐れられていた。
バトルカップCクラス決勝戦でエースと対戦するが、自分に従わないモンスターを始末したことが仇になって、エースのソウルブレイブに敗北した。
バトルカップ終了後は闇の組織・ドミニオンのメンバーになるが、恐怖でモンスターを支配する戦い方は変わらなかった。
グランドバトルカップでは覆面龍喚士ノルトとして参加し第2戦でスタージョンJr.と対戦するも、ゼウスに頼らず、自らの意思で戦うことを決意したスタージョンJr.によって敗北する。
世界崩壊後は、ゼレモニを占拠するも他の幹部と共に行動してた。その後は、ジェストが召喚した逆心の神魔王・ルシファーとの契約により強化し、モルガンをゼレモニの街もろとも吹き飛ばそうとするが、ヘリオットとエースの妨害にあう。エクシオン城でエースと再び戦うが、原始化ジェストにエースもろとも吸収しようと図る。しかし、契約違反でルシファーとの憑依を解除し、元の姿に戻ったクロエルは原始ジェストに吸収されたダフネスが放った闇の波動に飲み込まれ、原始ジェストと共に消滅した。
所有モンスターはパープルデモン、ブラックナイト。所持ソウルアーマーはハーデス。
ローガン
声 - 松本大
密売組織のリーダー。相棒のトカゲと共に、エッグドロップを奪い密売しようとしていた。
エースとランスによって一度は龍喚士ギルドに捕まるものの脱獄、バトルカップではエースの次の対戦相手に見せかけて、ランスのD-ギアとエッグドロップを強奪しようとしていた。
バトルカップ終了後は、闇の組織・ドミニオンに加わったモルガンの部下として暗躍する。
世界崩壊後は、龍喚士アカデミーの校長になりドミニオンの養成学校へと作り替えた。実際はアカデミーの生徒たちにエッグドロップ、アーマードロップを奪い取っていた。結局、プリンセスヴァルキリーのソウルアーマーに進化したガーネット、シンシア、ダイアナによってぶっ飛ばされた。
トカゲ
声 - 山崎たくみ
密売組織のメンバー。ローガンの相棒。
ホーフス
声 - 麻生智久
竜人の里ステラの長老。エースの祖父（キングの父）とは戦友であり義理の兄弟だった。
バトナ
声 - 三宅健太
竜人の里ステラの住人。アナの父親。エースの父であるキングとは従兄弟の関係。
シンシア
声 - 桃森すもも
龍喚士アカデミーの生徒で卒業生。ガーネットがアカデミーにいた頃の同級生でガーネットを師匠と慕っていた。
グランドバトルカップでは、ガーネットのソウルブレイブで場外に飛ばされて敗退する。
世界崩壊後はガーネット、ダイアナと共に、ドミニオンに支配されたアカデミーを奪還する。
ダイアナ
声 - 前田玲奈
龍喚士アカデミーの生徒で卒業生。ガーネットとシンシアの先輩。
世界崩壊後はガーネット、シンシアと共に、ドミニオンに支配されたアカデミーを奪還する。
ブリッツ
声 - 阿部敦
グランドバトルカップのスタージョンJr.の対戦相手。スタージョン一族に対する侮辱じみた発言でJr.を怒らせ、ゼウスの落雷を受けて敗退する。
ローズ
声 - 下地紫野
タイガーの旧友。モンスターの育成をしていないタイガーに「楽しいだけでは強くなれない」ことをバトルで証明し、タイガーを龍喚士に成長させるきっかけを作る。
グランドバトルカップでは、手持ちのD-ギアを紛失したことにより不戦敗になる。実際は覆面龍喚士ズート（アゲット）がローズの控室に忍び込んでD-ギアを盗んでいた。
メア
声 - 小田久史
ゼレモニ出身の龍喚士で、闇の古老ダフネスに仕える執事。
グランドバトルカップでエースと対戦。ダフネスに認める龍喚士に成長したエースを妬んでいたが、対戦後はエースと和解する。
世界崩壊後は、ドミニオンのお尋ね者にされたエースたちを匿っていた。その後は、ゼレモニでギルド龍喚士残党と共にドミニオンと戦う。
所有モンスターはティアマット、ブラックナイト×2、闇猫・ジェド、パープルマジル。 所持ソウルアーマーはティアマット。
ケイト
声 - 國立幸
ゼレモニ出身の少年。
シンク
声 - 松岡由貴
ゼレモニ出身の少年。
アトミス
声 - 町田政則
クロッカス出身の龍喚士で、水まんじゅうの職人。
グランドバトルカップ予選で敗退するが、エースとランスの戦闘を最後まで見ていた。
世界崩壊後はドミニオンに追われる身となったエースとガーネットを匿った。
クイナス
声 - 青木志貴
龍喚士アカデミーの生徒。竜人。
マイヤー
声 - 今村直樹
龍喚士アカデミーの教師。
アカデミーをドミニオン養成学校に変貌したドミニオンのやり方に疑念を抱き最後まで抵抗していた。
アンセル
声 - 陶山章央
エクシオン近郊にあるレストランのシェフ。チャロと共にトーリエ救出に協力する。
ホーリーセレス
声 - 名塚佳織
サタン
声 - 天田益男
ルークス
声 - 秋元羊介
先代の光の古老。古老の座をキングに託して息を引き取った。
たまドラ
声 - 西村ちなみ

## 開発
本作の構想は『パズドラZ』の発売直後から存在していたものの、新しいゲーム性の構築などに時間がかかってしまった。もう一度ユーザー層を掘り起こすため、開発チームは全年齢対象作品として本作を開発し、主人公の年齢を『パズドラZ』のときよりも若干高くした。
プロトタイプの時点で試行錯誤を重ねる中でマルチプレイの面白さが判明し、しばらくの間はマルチプレイを中心とした開発が進んだ。
最初のプロトタイプの時点では4人プレイだったが、テンポの悪さやプレイのわかりにくさから、最終的には2人に落ち着いた。
その間、このシステムを基にした協力プレイがスマートフォン版『パズドラ』に取り入れられた。
当初、主人公一行の移動は分岐という形で行われる予定であったが、自らの足で移動するというRPGの良さを生かすため、フィールド探索に変更された。
また、開発初期の時点では主人公のパートナーとなるキャラクターは普通のたまドラが登場する予定だったが、「タマゴから飛び出すように生まれる」というアイデアから、新しいタマゴを装着して変身できる設定が付与され、最終的にはたまゾーというキャラクターになった。
本作は、片手操作時の補助としてスティックだけでも操作できるように設計された。
本作のディレクターを務めた金田元貴は、ファミ通とのインタビューの中で、チーム編成をきちんと考えればコンボ数が少なくてもクリアできると話している。

### 音楽
最初、『パズドラ』や『パズドラZ』の音楽を手がけた伊藤賢治が単独で音楽を手がける予定だった。だが、ゲームの量がこれら2作よりも大きく、伊藤単独での作業が困難だったため、最終的に伊藤が戦闘曲を、古代祐三が一部の戦闘曲ならびにフィールドのテーマ曲を、山岡晃がオープニングテーマとキャラクターのテーマ曲ならびにイベント曲をそれぞれ担当し、尾崎景吾がサウンドディレクターとして彼らをまとめ上げた。
作曲時に意識したこととして、伊藤は「今回は王道のRPGということもあり、新しくやりたい要素は、尾崎さんにシチュエーションを確認しながら作っていきました。」とファミ通とのインタビューの中で振り返っている。
古代は、ファンタジー寄りの本作にふさわしいという山本の判断によって起用された。作曲にあたり、古代は幅広い層を意識した上でメロディのわかりやすさを重視したと、ファミ通とのインタビューの中で話している。
また、本作の音楽に楽器の生音が用いられたのは古代の提案であり、自分たち3人が作曲に使用するソフトがそれぞれ異なるため、全体で聴いたときにカラーが違ってしまうおそれがあったことから、生音をクッションとして取り入れたとファミ通とのインタビューの中で説明している。
尾崎は古代について、「古代さんはイメージを汲み取っていただいて、それを大きくして返してくださるといったような感じでした。誤解を恐れず言うと、そういう意味では意外性的なものはあまりないのですが、イメージにバッチリ合うものでした。」とリアルサウンドとのインタビューの中で話しており、古代自身も「まさにそうだと思う。初めてお仕事する間柄でもあるので、そこはやはり外さないようにという意識はありました。忠実に精度の高いものを返そうと。」と話している。
山岡は当時ガンホーグループのグラスホッパー・マニファクチュアに所属していた縁で起用され、テレビドラマ『東京トイボックス』の音楽を手がけた実績から、ドラマ性が求められるキャラクターのテーマ曲などの担当に割り振られた。
当初、尾崎は普段のようにキャラクターのテーマ曲を発注する際にリストを手渡そうと考えていたが、山岡はゲームそのものの世界観に合う曲を20曲ほど用意してきたため、最終的には山岡が用意したものの中からキャラクターに合った曲を選ぶ方法がとられた。この意図について、山岡は「ゲーマーとして遊んでいる人が楽しんでくれればいい、という大前提もありつつ、僕はゲーム内の音楽を発注通りに作って、その曲が何回もお互いの間を行き来するよりも、まずは自分の持ってる食材を出して『どうですか？』と訊くのが早いかなと思って。ゲームを作る時はなるべくそうするようにしています。だから『こういう音楽がやりたい』という概念はあまりないんですよ。」と、リアルサウンドとのインタビューの中で説明している。
山岡は「ふだん僕が作っている音楽は、大人向けというか、外国の方々が遊ぶエッジの利いたゲームのものが多いんですけれど、今回は、ちょっと違うテイストで、自分の身近な甥っ子や友だちの子どもが遊ぶ姿を想像しながら作っていったんです。いままでになかなかやったことのない音楽作りにチャレンジしましたね。」とファミ通とのインタビューの中で話している。
メインテーマは、伊藤が作った曲を古代が編曲したものが用いられ、山岡はギターで参加した。
山本は、彼ら3人の力が合わさり、最高の仕上がりになったとファミ通とのインタビューの中で話している。
ラスボスのテーマ曲『ラストバトル ～光と闇のシンフォニー』は作曲チーム全員による合作であり、ラスボスらしさを出すために効果音が取り入れられた。

## テレビアニメ
2016年7月4日から2018年3月26日まで、テレビ東京系列にて放送された。

### テレビアニメ化の経緯
『パズドラ』シリーズのテレビアニメ化は『パズドラZ』発売以前からオファーがあったものの、ガンホー側は自らのリソースを割けないという理由で却下してきた。
ガンホーの代表取締役社長CEOの森下一喜は4Gamer.netとのインタビューの中で、手を打たなければ昔のコンテンツとして忘れ去られるという危機感から、『パズドラ』ブランドを長く定着させるための施策として本作のテレビアニメ化に踏み切ったと話している。
テレビアニメ版『ディバインゲート』同様、studioぴえろが制作し、森下も脚本のチェックにも参加した。森下は前述のインタビューの中で、テレビアニメ版『ディバインゲート』の経験が役に立ったと話しており、お互いの仕事のやり方を理解していたから、仕事がしやすかったと振り返っている。
テレビアニメ版はシナリオの緩急のふり幅を大きくし、親子ともに楽しめるように作られた。

### スタッフ
- 原作 - パズドラクロス（ガンホー・オンライン・エンターテイメント）
- 監督 - 亀垣一
- シリーズ構成 - 佐藤大とストーリーライダーズ
- キャラクターデザイン - 秋山由樹子
- モンスターデザイン - 岩永悦宜、渡部圭祐（第1話）、遠藤正明（第1話 - 第51話）、桝田浩史・田中比呂人（第1話 - 第26話）、村松尚雄（第24話 - 第51話）
- プロップデザイン - 宮川治雄
- 美術デザイン - 天田俊貴
- 美術監督 - 扇山秋仁、野村正信（第1話 - 第32話）
- 色彩設定 - 北沢希実子
- 撮影監督 - 生田幸那
- 編集 - 森田清次
- 音楽 - 山下康介
- 音響監督 - 浦上靖之、浦上慶子
- プロデューサー - 細谷伸之、藤村秀一、松井将司、遠藤哲哉
- アニメーションプロデューサー - 川端信也
- アニメーション制作 - studioぴえろ
- 製作 - テレビ東京（第2話 - 第89話）、パズドラクロスプロジェクト（第1話 - 第38話）、電通・ぴえろ（第39話 - 第89話）

### 主題歌
オープニングテーマ
「WE ARE GO」（第1話 - 第26話）
作詞・作曲 - TAKUYA∞ / 編曲 - UVERworld、Satoru Hiraide / 歌 - UVERworld
「Colors」（第27話 - 第51話）
作詞・作曲 - 片桐航 / 編曲 - akkin & Lenny code fiction / 歌 - Lenny code fiction
「Montage」（第52話 - 第89話）
作詞 - 岡野昭仁 / 作曲 - 新藤晴一 /  編曲 - 篤志、Porno Graffitti / 歌 - ポルノグラフィティ
第59話よりオープニングアニメーションが変更された。

エンディングテーマ
「カラーFULLコンボ!」（第1話 - 第30話）
作詞 - 佐藤大 / 作曲・プロデュース - 石野卓球 / 編曲 - CMJK / 歌 - トミタ栞
「パズル」（第31話 - 第51話）
作詞・作曲・編曲 - 中田ヤスタカ / 歌 - 三戸なつめ
「カラフルジャンプ」（第52話 - 第88話）
作詞 - SoichiroK / 作曲 - SoichiroK、Nozomu.S / 編曲 - Soulife / 歌 - J☆Dee'Z

### 各話リスト
| 話数   | サブタイトル                 | 脚本                  | 絵コンテ                 | 演出                  | 作画監督                                                                              | 総作画監督                                     | 放送日        |
| ------ | ---------------------------- | --------------------- | ------------------------ | --------------------- | ------------------------------------------------------------------------------------- | ---------------------------------------------- | ------------- |
| 第1話  | ドロップ・インパクト         | 永川成基 佐藤大       | 亀垣一                   | 亀垣一                | 秋山由樹子                                                                            | -                                              | 2016年 7月4日 |
| 第2話  | クロスオン                   | 永川成基              | 高本宣弘                 | 阿部達也              | 一居一平                                                                              | 安食圭 ねこだいすき                            | 7月11日       |
| 第3話  | タマゾー奪還大作戦           | 名田ユタカ            | 影山楙倫                 | 関田修 福田皖         | 櫻井拓郎 神戸環 遠藤裕一 松﨑正                                                       | 桝田浩史                                       | 7月18日       |
| 第4話  | ドラゴーザ島                 | 清水恵                | 奥野浩行                 | 奥野浩行              | 村松尚雄 飯飼一幸                                                                     | 秋山由樹子                                     | 7月25日       |
| 第5話  | ソウルアーマー               | 高木聖子              | 高田淳                   | 高田淳                | Park moyung hun 清水勝祐 服部憲知                                                     | きすいだこね                                   | 8月1日        |
| 第6話  | マリンゴの木                 | 永川成基              | 大庭秀昭                 | 井之川慎太郎          | 青野厚司 杉山了蔵 神戸環 服部憲治 柳瀬譲二 櫻井拓郎                                   | 遠藤裕一 秋山由樹子                            | 8月8日        |
| 第7話  | ギルド龍喚士への道           | 名田ユタカ            | 細田雅弘                 | 田中智也              | 松﨑正 窪詔之 山崎展義                                                                | 秋山由樹子                                     | 8月15日       |
| 第8話  | キングのあしあと             | 清水恵                | 高本宣弘                 | 佐藤清光              | Shin Hey Ran 一居一平                                                                 | 安食圭                                         | 8月22日       |
| 第9話  | ガイザーから来た男           | うえのきみこ          | 影山楙倫                 | 福田皖                | 村松尚雄 遠藤裕一                                                                     | 遠藤裕一 秋山由樹子                            | 8月29日       |
| 第10話 | 火の古老エルドラ             | うえのきみこ          | あきとし                 | 安藤貴史              | 櫻井拓郎 神戸環 柳瀬譲二 服部憲治 清水由紀子                                          | 秋山由樹子                                     | 9月5日        |
| 第11話 | 木の街リブリア               | 高木聖子              | 高本宣弘                 | 松本マサユキ          | Seo Jung Duk Kim Eun Ha Jung Cheol Gyo Kim Jin Young Lee Sang Jin 石橋有希子 服部憲知 | きすいだこね                                   | 9月12日       |
| 第12話 | 新しい古老                   | 永川成基              | 影山楙倫                 | 宮﨑なぎさ            | 飯飼一幸 松﨑正 遠藤裕一                                                              | 秋山由樹子 遠藤裕一                            | 9月19日       |
| 第13話 | ギルド入団試験               | 永川成基              | 高本宣弘                 | 小坂春女              | 相馬満 一居一平                                                                       | 安食圭                                         | 9月26日       |
| 第14話 | 帰ってきたエース             | 清水恵                | あきとし                 | 嶌田惣一              | 矢吹智美 栗原学                                                                       | 秋山由樹子                                     | 10月3日       |
| 第15話 | エンテツの魂                 | うえのきみこ          | 大庭秀昭                 | 井之川慎太郎 奥野浩行 | 村松尚雄 岸義之 柳瀬譲二 神戸環 櫻井拓郎                                              | 秋山由樹子                                     | 10月10日      |
| 第16話 | チャロとお化けの森           | 清水恵                | 影山楙倫                 | 川西泰二              | Shin Hey Ran                                                                          | きすいだこね                                   | 10月17日      |
| 第17話 | 白き龍                       | 永川成基              | 高本宣弘                 | ながはまのりひこ      | 飯飼一幸 山﨑展義                                                                     | 窪詔之 栗原学                                  | 10月24日      |
| 第18話 | 闇に輝く誓い                 | うえのきみこ          | 亀垣一                   | 村田光                | 秋山由樹子 松﨑正 栗原学 岸義之 斎藤崇了 矢吹智美                                     | 秋山由樹子                                     | 10月31日      |
| 第19話 | ドロップの秘密               | 藤田伸三              | まついひとゆき           | 佐藤清光              | 石橋有希子 服部憲知 Kim Jin Young                                                     | 安食圭                                         | 11月7日       |
| 第20話 | タイガーはつらいよ           | うえのきみこ          | 佐々木正宏 大庭秀昭      | 井之川慎太郎 左藤洋二 | 櫻井拓郎 神戸環 柳瀬譲二 服部憲治 佐藤元 武内啓 桜井木の実 粟井重紀                   | 栗原学                                         | 11月14日      |
| 第21話 | エースからのメール           | 清水恵                | 影山楙倫                 | 宮﨑なぎさ            | 飯田遥 金丸綾子                                                                       | 秋山由樹子                                     | 11月21日      |
| 第22話 | 我が青春のヴァルキリー       | 永川成基              | 高本宣弘                 | 大塚隆寛              | 石堂伸晴 橋本航平 長尾圭悟 菊田史子 清水麻未                                          | 栗原学 秋山由樹子                              | 11月28日      |
| 第23話 | 潜入！ SDF秘密基地           | 清水恵                | まついひとゆき           | 川西泰二              | Shin Hey Ran Hue Hye Jung                                                             | きすいだこね                                   | 12月5日       |
| 第24話 | 神に護られし者               | 藤田伸三              | 嶌田惣一                 | 嶌田惣一              | 矢吹智美 栗原学                                                                       | 秋山由樹子                                     | 12月12日      |
| 第25話 | 光の街の悪夢                 | 永川成基              | 影山楙倫                 | 井之川慎太郎          | 服部憲治 櫻井拓郎 杉山了蔵 粟井重紀                                                   | 松﨑正                                         | 12月19日      |
| 第26話 | 嵐をこえろ                   | 清水恵                | まついひとゆき           | 宮﨑なぎさ            | 栗原学 岸義之 後藤依子 kim eunha                                                      | 秋山由樹子                                     | 12月26日      |
| 第27話 | バトルカップ開幕！           | うえのきみこ 永川成基 | 影山楙倫 高本宣弘        | 小坂春女              | 相馬満 一居一平 石橋有希子                                                            | 安食圭                                         | 2017年 1月9日 |
| 第28話 | ソウルブレイブ発動！         | 藤田伸三              | 亀垣一 影山楙倫          | 川西泰二              | 岸義之 窪詔之 松﨑正 遠藤裕一 栗原学 渡部圭祐 齋藤崇了 楠本祐子 Shin Hey Ran          | -                                              | 1月16日       |
| 第29話 | ヴァルキリーの目覚め         | うえのきみこ          | あきとし                 | ながはまのりひこ      | 菊川孝司 橋本航平 石堂伸晴                                                            | 秋山由樹子                                     | 1月23日       |
| 第30話 | 俺たちの友情バトル！         | 清水恵                | まついひとゆき           | 安藤貴史              | 服部憲治 櫻井拓郎 粟井重紀                                                            | 松﨑正                                         | 1月30日       |
| 第31話 | 光と闇の龍喚士               | 冨田頼子              | 高本宣弘                 | 西村博昭              | Shin Hey Ran Hue Hye Jung                                                             | きすいだこね                                   | 2月6日        |
| 第32話 | 双子の記憶                   | 永川成基              | 影山楙倫                 | 村田光                | 窪詔之 遠藤裕一 岸義之 中谷亜沙美 飯飼一幸                                            | 栗原学                                         | 2月13日       |
| 第33話 | 非道！クロエルの鞭           | 福島直浩              | 成田歳法                 | まつきけいいち        | 橋本真希 奥野倫史 白石悟 坪田慎太郎 木下由美子                                        | 楠本祐子 秋山由樹子 松﨑正 中谷亜沙美 遠藤裕一 | 2月20日       |
| 第34話 | 最強の龍喚士                 | 福島直浩              | 大塚隆寛                 | 大塚隆寛              | 石堂伸晴 橋本航平 荻原みちる 上野卓志 長尾圭悟                                        | 楠本祐子 秋山由樹子 芝美奈子                   | 2月27日       |
| 第35話 | エースvsスタージョン         | 藤田伸三              | しまづあきとし           | 関田修                | Park myeong hun Kim kyoung hwan 服部憲治 櫻井拓郎                                     | 松﨑正 きすいだこね 岸義之                     | 3月6日        |
| 第36話 | 激突！ エースvsランス        | 清水恵                | まついひとゆき           | 小坂春女              | 相馬満 石橋有希子 一居一平                                                            | 安食圭                                         | 3月13日       |
| 第37話 | 激闘！ ランスvsエース        | 冨田頼子              | 影山楙倫                 | 宮﨑なぎさ            | 楠本祐子 中谷亜沙美 岸義之 遠藤裕一 窪詔之 松﨑正                                     | 秋山由樹子                                     | 3月20日       |
| 第38話 | 最後の決戦                   | 永川成基              | 成田歳法                 | 川西泰二              | Shin Hey Ran                                                                          | きすいだこね                                   | 3月27日       |
| 第39話 | それぞれの旅立ち             | 藤田伸三              | まついひとゆき           | 村山靖                | J-CUBE 小林ゆかり                                                                     | 秋山由樹子                                     | 4月3日        |
| 第40話 | あらたなる脅威               | 福島直浩              | まついひとゆき           | 西村博昭              | 木下由美子 坪田慎太郎 重松晋一 奥野倫史 宇都木勇 契里昇 中山和子                      | 松﨑正 遠藤裕一 窪詔之 栗原学                  | 4月10日       |
| 第41話 | 奪われたエッグドロップ       | 清水恵                | 高本宣弘                 | 松本マサユキ          | 服部憲知 Kim Eun Ha Shin Min Seop Jung Cheol Gyo                                      | きすいだこね                                   | 4月17日       |
| 第42話 | 森の誇り                     | 藤田伸三              | 影山楙倫                 | 園田雅裕              | 遠藤裕一 岸義之 中谷亜沙美 村松尚雄                                                   | 秋山由樹子                                     | 4月24日       |
| 第43話 | ゼレモニを襲う影             | 冨田頼子              | 成田歳法                 | 小坂春女              | 相馬満 一居一平 石橋有希子                                                            | 安食圭                                         | 5月1日        |
| 第44話 | 漆黒の挑戦                   | 永川成基              | 高本宣弘                 | 村山靖                | 小林ゆかり J-CUBE 川口弘明 永井泰平                                                   | 松﨑正 窪詔之                                  | 5月8日        |
| 第45話 | エクシオンを守れ！           | 清水恵                | しまづあきとし           | 大塚隆寛              | 橋本航平 荻原みちる 長尾圭悟                                                          | 秋山由樹子                                     | 5月15日       |
| 第46話 | ひびわれた円卓               | 福島直浩              | まついひとゆき           | 川西泰二              | Shin Hey Ran                                                                          | きすいだこね                                   | 5月22日       |
| 第47話 | アンジーヌの祈り             | 永川成基              | 影山楙倫                 | 宮﨑なぎさ            | 矢吹智美 中谷亜沙美 遠藤裕一 村松尚雄                                                 | 秋山由樹子 松﨑正                              | 5月29日       |
| 第48話 | 竜の墓場                     | 冨田頼子              | 成田歳法                 | 松本マサユキ          | Shin Min Seop shin syung sik jung cheol gyo park sang ho                              | 安食圭                                         | 6月5日        |
| 第49話 | 神の砦                       | 藤田伸三              | 高本宣弘                 | 浅見松雄              | 窪詔之 奥野倫史 中山和子 飯飼一幸 藤田和行 宇都木勇 契里昇                            | 松﨑正 窪詔之 岸義之                           | 6月12日       |
| 第50話 | 竜人の里ステラ               | 清水恵                | まついひとゆき           | 中村近世              | 竹内アキラ 小林ゆかり 桝井一平                                                        | 秋山由樹子 楠本祐子                            | 6月19日       |
| 第51話 | 二つの龍                     | 福島直浩              | 嶌田惣一                 | 小坂春女              | 相馬満 一居一平 石橋有希子                                                            | きすいだこね                                   | 6月26日       |
| 第52話 | 三つの月の下で               | 永川成基              | 大塚隆寛                 | 大塚隆寛              | 橋本航平 荻原みちる 長尾圭悟 李小雷                                                   | 松﨑正 楠本祐子                                | 7月3日        |
| 第53話 | グランド・バトルカップ開幕！ | 福島直浩              | 園田雅裕                 | 園田雅裕              | 中谷亜沙美 矢吹智美 遠藤裕一 金塚泰彦                                                 | 秋山由樹子                                     | 7月10日       |
| 第54話 | ステラの秘密                 | 清水恵                | 高本宣弘                 | 川西泰二              | Shin Hey Ran 相馬満 石橋有希子                                                        | 安食圭                                         | 7月17日       |
| 第55話 | 謎の龍喚士たち               | 藤田伸三              | 影山楙倫                 | 浅見松雄              | 飯飼一幸 中山和子 宇都木勇 奥野倫史                                                   | 松﨑正 矢吹智美 遠藤裕一                       | 7月24日       |
| 第56話 | 神の使命                     | 藤田伸三              | しまづあきとし           | 佐土原武之            | 小林ゆかり 桝井一平 竹内アキラ                                                        | 楠本祐子 矢吹智美 遠藤裕一                     | 7月31日       |
| 第57話 | 闇との激戦                   | 冨田頼子              | 高本宣弘                 | 松本マサユキ          | 石堂伸晴 Shin Min Seop                                                                | きすいだこね                                   | 8月7日        |
| 第58話 | リブリアの日々               | 清水恵                | まついひとゆき           | 山田雅之              | 金塚泰彦 岸義之 村松尚雄 中谷亜沙美                                                   | -                                              | 8月14日       |
| 第59話 | ほしのかけら                 | 清水恵                | 成田歳法                 | 飛田剛                | 桜井木の実 相澤茉莉 李小雷                                                            | 秋山由樹子 矢吹智美 松﨑正                     | 8月21日       |
| 第60話 | 暴かれた秘密                 | 永川成基              | 影山楙倫                 | 浅見松雄              | 飯飼一幸 宇都木勇 中山和子 阿部安佳里 佐藤愛架 近藤健司                               | 矢吹智美 遠藤裕一 秋山由樹子 楠本祐子          | 8月28日       |
| 第61話 | 決戦のエース                 | 福島直浩              | しまづあきとし           | 小坂春女              | 相馬満 一居一平 石橋有希子                                                            | 安食圭                                         | 9月4日        |
| 第62話 | ランス咆哮                   | 冨田頼子              | 影山楙倫                 | 中村近世              | 小林ゆかり 山本径子 竹内アキラ 川口弘明 窪詔之                                        | 秋山由樹子 楠本祐子 松﨑正                     | 9月11日       |
| 第63話 | ジェストの野望               | 藤田伸三              | 園田雅裕                 | 園田雅裕              | 金塚泰彦 岸義之 遠藤裕一 村松尚雄 遠藤正明                                            | 秋山由樹子                                     | 9月18日       |
| 第64話 | 救済者                       | 永川成基              | 高本宣弘                 | 川西泰二              | Shin Hey Ran Lee Suk Yoon 相馬満 一居一平 石橋有希子                                  | きすいだこね                                   | 9月25日       |
| 第65話 | タマタマ行くならこんな島     | 清水恵                | まついひとゆき           | 守泰佑                | 中谷亜沙美                                                                            | 秋山由樹子                                     | 10月2日       |
| 第66話 | ステラの目覚め               | 永川成基              | 大塚隆寛                 | 大塚隆寛              | 桜井木の実 橋本航平 李小雷                                                            | 秋山由樹子 栗原学 松﨑正                       | 10月9日       |
| 第67話 | 極光太陽神                   | 永川成基              | 成田歳法                 | 藤本義孝              | Shin Min Seop Kim Jin young Jung Cheol Gyo 服部憲知 柳瀬譲二                          | 安食圭                                         | 10月16日      |
| 第68話 | 金色の翼                     | 峰岸瞳                | 山田雅之                 | 山田雅之              | 金塚泰彦 岸義之 村松尚雄 遠藤裕一                                                     | -                                              | 10月23日      |
| 第69話 | 姉妹                         | 福島直浩              | しまづあきとし           | 中村近世              | 小林ゆかり 竹内アキラ 森くるみ 栗原学                                                 | 秋山由樹子 松﨑正                              | 10月30日      |
| 第70話 | クロッカスの未来             | 藤田伸三              | まついひとゆき           | 小坂春女              | 相馬満 一居一平 石橋有希子                                                            | きすいだこね                                   | 11月6日       |
| 第71話 | 野獣学園SOS                  | 冨田頼子              | しまづあきとし           | 村田光                | 中谷亜沙美 矢吹智美 栗原学                                                            | -                                              | 11月13日      |
| 第72話 | アングリー・タイガー         | 福島直浩              | 高本宣弘                 | 川西泰二              | Shin Hey Ran Lee Suk Yoon Park Sang Ho 石橋有希子 一居一平 きすいだこね               | 安食圭                                         | 11月20日      |
| 第73話 | 緑の守り神                   | 藤田伸三              | 飛田剛                   | 飛田剛                | 桜井木の実 橋本航平 李小雷                                                            | 秋山由樹子 栗原学 岩永悦宜                     | 11月27日      |
| 第74話 | ソニアと命の木               | 福島直浩              | 園田雅裕                 | 園田雅裕              | 金塚泰彦 栗原学 村松尚雄 大久保美香 松﨑正 窪詔之                                     | -                                              | 12月4日       |
| 第75話 | 追憶のランス                 | 冨田頼子              | 成田歳法                 | 藤本義孝              | Lee Sang Jin 服部憲治 柳瀬譲二                                                        | きすいだこね                                   | 12月11日      |
| 第76話 | 最後の原始化                 | 永川成基              | 高本宣弘                 | 中村近世              | 野上慎也 竹内アキラ 山本径子 HANIL                                                    | 楠本祐子 益田有希子 窪詔之 松﨑正              | 12月18日      |
| 第77話 | 凍てつく太陽                 | 永川成基              | むらた雅彦               | むらた雅彦            | 秋山由樹子 矢吹智美 遠藤裕一                                                          | -                                              | 12月25日      |
| 第78話 | トーリエ奪還                 | 藤田伸三              | 成田歳法                 | 小坂春女              | 相馬満 一居一平 石橋有希子                                                            | 安食圭                                         | 2018年 1月8日 |
| 第79話 | 正義の決断                   | 福島直浩              | 大塚隆寛                 | 大塚隆寛              | 橋本航平 荻原みちる 桜井木の実 和田勝之 池田結姫                                      | 楠本祐子 秋山由樹子 松﨑正                     | 1月15日       |
| 第80話 | ぜレモニの覚悟               | 福島直浩              | 高本宣弘                 | いわたかずや          | Jang Min ho 金塚泰彦 益田有希子 村松尚雄 大久保美香                                   | 秋山由樹子                                     | 1月22日       |
| 第81話 | 光の塔をめざせ！             | 冨田頼子              | しまづあきとし           | 川西泰二              | Shin Hey Ran Lee Sok Yun 石橋有希子 一居一平                                          | きすいだこね                                   | 1月29日       |
| 第82話 | 星のない夜                   | 峰岸瞳                | 亀垣一                   | 村山靖                | 矢吹智美 遠藤裕一 HANIL ANIMATION                                                     | 秋山由樹子 金塚泰彦 矢吹智美                   | 2月5日        |
| 第83話 | 平和を壊す者                 | 藤田伸三              | 成田歳法                 | 中村近世              | 小林ゆかり 山本径子 大久保美香 村松尚雄                                               | 松﨑正 金塚泰彦 岸義之                         | 2月12日       |
| 第84話 | 魔神                         | 永川成基              | 園田雅裕 中谷亜沙美      | 園田雅裕              | 中谷亜沙美 金塚泰彦 HANIL ANIMATION 遠藤正明（メカ）                                  | 秋山由樹子                                     | 2月19日       |
| 第85話 | 究極存在                     | 福島直浩              | 成田歳法                 | 藤本義孝              | 服部憲治 柳瀬譲二 Lee Sang Jin Kim Jin Young                                          | 安食圭                                         | 2月26日       |
| 第86話 | エースとランス               | 冨田頼子              | 高本宣弘                 | 西島圭祐              | 服部憲知 橋本純一 西島圭祐 Jang min ho                                                | 楠本祐子 矢吹智美 松﨑正                       | 3月5日        |
| 第87話 | 光の潰える時                 | 福島直浩              | 影山楙倫                 | 荻原露光              | HANIL ANIMATION KAON                                                                  | 矢吹智美 楠本祐子 松﨑正 村松尚雄              | 3月12日       |
| 第88話 | キング                       | 永川成基              | しまづあきとし           | 小坂春女              | 相馬満 一居一平 石橋有希子                                                            | きすいだこね                                   | 3月19日       |
| 第89話 | テラドラゴン                 | 永川成基              | 高本宣弘 成田歳法 亀垣一 | 村山靖                | 秋山由樹子 金塚泰彦 中谷亜沙美                                                        | 秋山由樹子                                     | 3月26日       |

### 放送局
| 放送期間                                                      | 放送時間                              | 放送局         | 対象地域       | 備考   |
| ------------------------------------------------------------- | ------------------------------------- | -------------- | -------------- | ------ |
| 2016年7月4日 - 2018年3月26日                                  | 月曜 18:25 - 18:55                    | テレビ東京     | 関東広域圏     | 製作局 |
|                                                               |                                       | テレビ北海道   | 北海道         |        |
|                                                               |                                       | テレビ愛知     | 愛知県         |        |
|                                                               |                                       | テレビ大阪     | 大阪府         |        |
|                                                               |                                       | テレビせとうち | 岡山県・香川県 |        |
|                                                               |                                       | TVQ九州放送    | 福岡県         |        |
| 2016年7月7日 - 2017年4月6日 2017年4月12日 - 2018年3月28日     | 木曜 17:00 - 17:29 水曜 17:29 - 17:58 | BSジャパン     | 日本全域       | BS放送 |
| テレビ東京系列の地上波6局では字幕放送・連動データ放送を実施。 |                                       |                |                |        |

| 配信期間                     | 配信時間                   | 配信サイト |
| ---------------------------- | -------------------------- | --- |
| 2016年7月7日 - 2018年3月29日 | 木曜 12:00 更新            | YouTube パズドラ公式チャンネル・コロコロチャンネル GYAO! ニコニコチャンネル ビデオマーケット Rakuten TV dアニメストア U-NEXT アニメ放題 バンダイチャンネル |
| 2016年7月7日                 | 木曜 21:30 - 22:00         | ニコニコ生放送 権利上の関係により第2話以降は配信中止。 |
| 2016年7月8日 - 2018年3月30日 | 金曜 0:00（木曜深夜） 更新 | ベストヒット動画 |
| 2016年7月14日 - 2018年4月5日 | 木曜 12:00 更新            | HAPPY！動画 初回配信のみ第1話・第2話同時配信 |

### DVD-BOX
| 巻 | 発売日         | 収録話          | 規格品番   |
| -- | -------------- | --------------- | ---------- |
| 1  | 2016年12月21日 | 第1話 - 第13話  | ANSB-12621 |
| 2  | 2017年4月5日   | 第14話 - 第26話 | ANSB-12624 |
| 3  | 2017年5月24日  | 第27話 - 第38話 | ANSB-12627 |

| テレビ東京系列 月曜18:25 - 18:55枠                                   | テレビ東京系列 月曜18:25 - 18:55枠                                   | テレビ東京系列 月曜18:25 - 18:55枠                             |
| 前番組                                                               | 番組名                                                               | 次番組                                                         |
| -------------------------------------------------------------------- | -------------------------------------------------------------------- | -------------------------------------------------------------- |
| 夕ぎりゲーム学園 （2016年4月4日 - 6月27日） 【ここのみバラエティ枠】 | パズドラクロス （2016年7月4日 - 2018年3月26日） 【ここからアニメ枠】 | パズドラ （2018年4月2日 - 2020年3月30日） 【ここまでアニメ枠】 |

## 漫画版
『月刊コロコロコミック』（小学館刊）2016年5月号から2017年7月号まで連載。作画担当は井上桃太。

### 単行本
| VOL | 発売日     | 話数           | サブタイトル | カバー           | 裏カバー         |
| --- | ---------- | -------------- | --- | ---------------- | ---------------- |
| 1   | 2016-09-28 | 第1話〜第5話   | 第1話「最低でサイコーのヘボコンビ!」 第2話「ドラゴーザ島へ!」 第3話「龍喚士ギルド入団テスト」 第4話「鬼ばあちゃんの修業」 第5話「参戦! バトルカップ」                  | エース、タマゾー | ランス、デビ     |
| 2   | 2017-02-28 | 第6話〜第10話  | 第6話「タマゾー超覚醒」 第7話「決勝! エースVSランス」 第8話「謎の力、発動!」 第9話「木の古老ティンベル」 第10話「最凶悪軍団ドミニオン」 番外編「黒龍喚士・ソニア外伝」 | エース、ランス   | チャロ、エンジュ |
| 3   | 2017-07-28 | 第11話〜最終話 | 第11話「マッスルバトル参戦!?」 第12話「倒せ! 剛腕のアゲット」 第13話「ランスの原始化」 第14話「真の敵の正体」 最終話「世界を救え、ヘボコンビ!」                        | エース、タマゾー | タマゾー         |

## 小説版
『双葉社ジュニア文庫』（双葉社刊）から2017年4月15日より2018年5月23日まで全3巻が発売。著者は諸星崇。テレビアニメのノベライズ作品。

## コラボレーション
モンスターハンター ストーリーズ
- 第1弾 - 2016年8月11日 - 2016年8月17日　コラボダンジョン「リオレウス襲来」「リオレウス・亜種襲来」を期間限定でダウンロード配信。リオレウス、ナルガクルガ（両モンスター共に亜種も登場）を倒して仲間にすることができる。また、キャプチャー攻撃でソウルアーマーの素材を入手できる。2016年9月に再配信されたが、2016年10月5日に永続配信。
- 第2弾 - 2016年9月7日 - 2016年9月21日　コラボダンジョン「ジンオウガ襲来」「ジンオウガ・亜種襲来」を期間限定でダウンロード配信。ジンオウガ、ボルボロス、ラギアクルス（3匹すべて亜種も登場）を倒して仲間にすることができる。また、キャプチャー攻撃でソウルアーマーの素材を入手できる。2016年10月5日に永続配信。

太鼓の達人 ドコドン!ミステリーアドベンチャー
ダウンロード配信で、どんちゃんが入手できる。
ベイブレードバースト
『月刊コロコロコミック』2016年9月号の付録アイテムコードを入力することで、ゲーム内に蒼井バルトとヴァルキリーが登場する。また、ゲームソフト発売に先駆けて、次世代ワールドホビーフェア'16 Summerのベイブレードバーストブースの大会参加賞として、アイテムコードがもらえた。2016年11月23日よりダウンロード配信開始。
デュエル・マスターズ
- 第1弾 - 『月刊コロコロコミック』2016年9月号の付録アイテムコード。コラボダンジョン「プチョヘンザ見参！」をプレイすることが可能。百族の長プチョヘンザ、風の1号ハムカツマン剣、コッコ・ルピアを倒して仲間にすることができる。また、キャプチャー攻撃でソウルアーマーの素材を入手できる。2016年11月9日よりダウンロード配信開始。
- 第2弾 - 『月刊コロコロコミック』2016年10月号の付録アイテムコード。コラボダンジョン「ドギラゴン見参！」「ドキンダムX見参！」をプレイすることが可能。ボルメテウスサファイアドラゴン、ボルメテウスホワイトドラゴン、百族の長プチョヘンザ、コッコ・ルピア、聖霊王アルカディス、燃える革命ドギラゴン、蒼き団長ドギラゴン剣、邪眼皇ロマノフI世、伝説の禁断ドキンダムXを倒して仲間にすることができる。また、キャプチャー攻撃でソウルアーマーの素材を入手できる。2016年11月30日よりダウンロード配信開始。

セブン-イレブン
『パズドラZ』に引き続き、ダウンロード配信でセブンイレブンドラゴンと対戦できるクエストを配信。
TSUTAYA
『パズドラZ』に引き続き、ダウンロード配信でツタヤドラゴンと対戦できるクエストを配信。
名探偵コナン
- 2016年12月21日よりダウンロード配信開始。コラボダンジョン「名探偵コナン参上!」をプレイし、江戸川コナン、毛利蘭、服部平次を倒して仲間にすることができる。

月刊コロコロコミック
- 『月刊コロコロコミック』2016年9月号の付録アイテムコード。コラボダンジョン「コロコロ☆オールスターズ参上！」をプレイすることが可能。じーさん（『絶体絶命でんぢゃらすじーさん』）、パスカル先生（『100％パスカル先生』）、ゴクオーくん（『ウソツキ!ゴクオーくん』）、ケシカスくん（『ケシカスくん』）を倒して仲間にすることができる。2016年11月16日よりダウンロード配信開始。
- 『コロコロ』限定で、タマゾーアーマーの付録アイテムコードを配布中。タマゾー×覚醒オーディン（2016年8月号）、タマゾー×超覚醒ゼウス（2016年10月号）、タマゾー×太陽神ラー（2016年11月号）、タマゾー×赤龍契士ガディウス（2016年12月号）、タマゾー×赤龍喚士ソニア（2017年1月号）。